# 란즈베리 아서
란즈베리 아서(ランズベリー・アーサー, Arthur Conant Lounsbery, 1986년 9월 12일 ~ )는 일본의 남자 성우, 내레이터이다. 미국 캘리포니아주 출신. 81프로듀스 소속.

## 작품
- 스타뮤 - 츠키가미 카이토
- 메이플스토리 - 아델(男)[1]
- ARGONAVIS from BanG Dream! - 펠릭스 루이=클로드 몽도르